# 143a Brigada Mixta (Exèrcit Popular de la República)
La 143a Brigada Mixta va ser una unitat de l'Exèrcit Popular de la República que va prendre part en la Guerra Civil Espanyola. Durant la contesa va arribar a operar en els fronts d'Aragó, Segre i Catalunya.

## Historial
La unitat va ser creada entorn de maig de 1937, es va organitzar al Castell de Figueres entre els mesos de maig i juny sobre la base del Batalló de Muntanya «Chiclana» núm. 1; per a la prefectura de la brigada va ser nomenat el capità d'infanteria Nicanor Felipe Martínez. Després del final de la seva fase d'ensinistrament va ser enviada al front d'Aragó. La 143a BM, destinada en el sector d'Escatrón, va ser incorporada a la 44a Divisió del XII Cos d'Exèrcit i va quedar situada en reserva de cara a l'ofensiva de Saragossa, a la fi d'agost de 1937; més endavant arribaria a combatre en el sector de Fuentes de Ebro amb l'anomenada Agrupació «F».
Al començament de febrer de 1938 la unitat comptava amb un total de 2.575 efectius humans.
Un mes més tard, al començament de l'ofensiva franquista en el Front d'Aragó, la brigada cobria el front situat al sud del riu Ebre i el nord de Fuendetodos, al costat de la resta de la 44a Divisió. Va ser enviada a reforçar el sector de Quinto, però acabaria havent de retirar-se per la pressió enemiga. Va continuar retirant-se cap a l'est, passant per Tamarit de Llitera i el Vèrtex Viñaza, fins a quedar situada després de la línia del riu Segre. Després del final dels combats a Aragó la 143a BM va ser agregada a la 24a Divisió.
El 9 de juny la brigada va travessar el riu Segre pel sector de Vilanova de la Barca, aconseguint formar un petit cap de pont que aconseguiria mantenir fins al 17 de juny, havent de tornar a les seves posicions originals enmig de grans dificultats a causa de la crescuda artificial del riu. La 143a BM va ser condecorada amb la Medalla al Valor col·lectiva, com també ho seria el seu comandant, el major Hermenegildo Roca Oliver —que havia assumit el comandament de la unitat aquella primavera.
Durant la batalla de l'Ebre la brigada va romandre situada en reserva, sense participar en els combats. A la fi de 1938, al començament de la ofensiva franquista a Catalunya, la 143a BM es trobava guarnint el sector sud de l'Ebre. Davant el perill de quedar voltada va haver de retirar-se a Tarragona, si bé acabaria sent envoltada —i destruïda— en la línia defensiva del riu Gaià el 16 de gener de 1939.

## Comandaments
Comandants
- Capità d'infanteria Nicanor Felipe Martínez;[7]
- Major de milícies Hermenegildo Roca Oliver;

Comissaris
- Jaume Girabau i Esteve, del PSUC;[8]